# Lee-Ann Curren
Pour les articles homonymes, voir Curren.
 (juin 2017).
Si vous disposez d'ouvrages ou d'articles de référence ou si vous connaissez des sites web de qualité traitant du thème abordé ici, merci de compléter l'article en donnant les références utiles à sa vérifiabilité et en les liant à la section « Notes et références ».
Lee-Ann Curren est une championne d'Europe de surf et une musicienne franco-américaine, née le 23 juin 1989 à Biarritz. Issue d'une famille de surfeurs par ses parents Tom Curren et Marie-Pascale Delanne, elle intègre le circuit international en 2010. Elle se consacre ensuite au free-surf (hors compétition), à la musique avec son groupe Betty The Shark et à la réalisation de films et vidéos de surf.

## Biographie
Elle a pour mère Marie-Pascale Delanne, vice-championne de France et d’Europe de surf, pour père Tom Curren, triple champion du monde de surf et pour grand-père Pat Curren, pionnier du surf à Hawaï dans les années 1950,. Elle apprend très jeune le surf et la musique. Elle fait partie d'un premier groupe dès 14 ans, où elle apprend la basse, avant de fonder le sien avec des camarades de collège, Betty The Shark,.
Interne dans un cursus de sport-étude, elle abandonne la musique. Elle obtient un baccalauréat scientifique et se consacre ensuite au surf en compétition,.
Elle remporte le championnat d'Europe junior en 2006. Dans le circuit ASP, elle remporte les championnats d'Europe en 2007, où elle est classée 10e mondiale, ainsi qu'en 2009. Elle se qualifie pour l'ASP World Tour 2010, dont elle est la troisième femme française à faire partie. Elle est 12e au classement mondial de 2010. Deux ans après son entrée sur le circuit international, elle figure également parmi les 18 meilleures surfeuses du monde.
En 2009, elle chante avec Tom Frager la chanson All I can do sur l'album Better Days de Tom Frager. Elle fait une apparition dans le film Idiosyncrazies (2010) de Patrick Trefz, aux côtés de Richard Kenvin, Andrew Kidman, Lance Ebert, Christian Beamish, Pat, Frank et Tom Curren, Bill et Josh Mulcoy.
À 20 ans, elle crée une fondation au Brésil destinée à aider les enfants des favelas de Titanzinho à pratiquer le surf plutôt qu'à se tourner vers la délinquance,. Elle réalise à ce sujet avec Andre Silva un documentaire, Titans Kids, qui remporte le Prix du Jury au Festival du Film De Surf d'Anglet et le Prix du meilleur court métrage au festival Nord Nordwest, Allemagne[réf. nécessaire].
En 2014, elle sort avec son groupe son premier album, Shepherd of the Moon sous le label qu'elle a fondé aux États-Unis Summer Bizarre. Au sein du groupe, elle assure la basse et la voix. Elle participe a la bande son et au tournage du film Spirit Of Akasha d'Andrew Kidman.
En 2020, elle sort son premier album en solo, Shapes, Colors, avec 4 titres.

## Palmarès
- 2013 : remporte le Go Pro challenge du Quiksilver Pro France ;
- 2010 : 12e mondiale WCT ;
- 2009 : championne d'Europe WQS 2009, 6e WQS, qualifiée pour le WCT ;
- 2008 : 6e en WQS et 2e en Junior ;
- 2007 :
  - championne d'Europe WQS 2007,
  - 1re BPI Cascais Girls Pro à Cascais (WQS 1 étoile),
  - 1re Kana Miss Cup à Anglet (WQS 1 étoile),
  - 5e Movie Star Pantin Classic à Pantin (WQS 3 étoiles) ;
- 5e du 2006 Billabong World Championship Junior à Narabeen, Australie.